# Île Chatham (Inde)
Pour les articles homonymes, voir Chatham.
L'île Chatham est une île des îles Andaman qui appartient au district administratif d'Andaman du Sud, un des trois districts du territoire de l'Union indienne des îles Andaman et Nicobar. L'île est située à 3 km au nord du centre-ville de Port Blair.

## Histoire
C'est sur cette île que la première colonie britannique dans les Andaman a été établie. En 1883, les Britanniques fondèrent la scierie de Chatam,. En 1990, les Indiens ont construit le Musée forestier, offrant un aperçu des activités de l'équipe forestière et présentant des expositions sur l'histoire de l'exploitation du bois sur l'île.[réf. nécessaire]

## Géographie
L'île fait partie des îles de Port Blair et se trouve au milieu du Port Meadows.

## Administration
Politiquement, l'île Chatham fait partie du Tehsil de Port Blair.